# Joan Martínez Vilaseca
 (septembre 2014).
Si vous disposez d'ouvrages ou d'articles de référence ou si vous connaissez des sites web de qualité traitant du thème abordé ici, merci de compléter l'article en donnant les références utiles à sa vérifiabilité et en les liant à la section « Notes et références ».
Pour les articles homonymes, voir Vilaseca.
Joan Martínez Vilaseca, né le 4 mars 1943 à Manrèse (Catalogne, Espagne) et mort le 19 septembre 2021 à Barcelone, est un footballeur espagnol reconverti en entraîneur. Il effectue l'essentiel de sa carrière de joueur au RCD Espanyol et sa carrière d'entraîneur dans les catégories de jeunes du FC Barcelone.

## Biographie

### Joueur
Joan Martínez Vilaseca alterne dans sa jeunesse la pratique de la natation avec celle du football. Finalement, il se consacre au football. Il fait ses premières gammes dans des équipes de sa ville natale, Manresa. Ses bonnes performances au poste d'ailier gauche avec l'équipe première du CE Manresa, en troisième division, éveillent l'intérêt de plusieurs clubs de première division comme le Real Madrid, le FC Barcelone et le Valence CF. C'est finalement le RCD Espanyol qui le recrute en 1963.
Martínez Vilaseca joue pendant neuf saisons avec l'Espanyol, huit d'entre elles en première division. Sa polyvalence est appréciée car il peut jouer aussi bien comme ailier que comme milieu de terrain ou comme défenseur latéral, aussi bien sur le côté gauche qu'à droite. Il joue en tout 113 matchs avec l'Espanyol en D1 et marque 13 buts. Lorsque durant l'été 1972 l'entraîneur José Emilio Santamaría lui communique qu'il ne compte plus sur lui, Martínez Vilaseca quitte l'Espanyol et signe avec le club de Levante UD, en troisième division. Lors de sa première saison avec Levante, le club monte en deuxième division. Après une saison en D2, Martínez Vilaseca met un terme à sa carrière de joueur professionnel en 1974. Il joue ensuite une saison en amateur avec CE L'Hospitalet tandis qu'il se prépare pour obtenir un diplôme de moniteur d'éducation physique.

### Entraîneur
Après sa carrière de joueur, il devient professeur et entraîneur à l'école Xaloc. Ensuite, il entraîne les juniors du RCD Espanyol et de la sélection catalane. En 1979, Martínez Vilaseca rejoint le staff du FC Barcelone à La Masia, le centre de formation du club. Il dirige diverses équipes de jeunes du Barça avec qui il obtient deux championnats d'Espagne et deux coupes d'Espagne.
Lors de la saison 1983-1984, il prend les rênes du Barcelone Amateur menant l'équipe de la troisième division à la Segunda División B. À partir de la saison 1984-1985, il entraîne le FC Barcelone B, en deuxième division, pendant trois saisons.
En 1987, il est nommé adjoint de José Luis Romero qui est le coordinateur général de la formation au FC Barcelone. Il entraîne en parallèle les juniors A du club et parvient en finale de la Coupe d'Espagne.
En 1996, il abandonne définitivement le travail d'entraîneur pour se consacrer à des tâches administratives au poste de coordinateur général de la formation aux côtés d'Oriol Tort.
En 2003, avec l'arrivée de Louis van Gaal au poste d'entraîneur, Martínez Vilaseca est nommé directeur du département de scouting. Il est chargé de l'élaboration de dossiers sur les équipes rivales ainsi que du suivi des joueurs susceptibles d'être recrutés par le club. Il occupe ce poste jusqu'à sa retraite en 2008.
En 29 ans de services au sein de la formation du FC Barcelone, Martínez Vilaseca est le découvreur et responsable du recrutement de joueurs tels que Guillermo Amor, Iván de la Peña, Luis García, Mikel Arteta, Xavi Hernández, Andrés Iniesta, Carles Puyol, Sergio García, Cesc Fàbregas ou Bojan Krkic.